# After Hours (위켄드의 음반)
《After Hours》는 캐나다의 싱어송라이터 위켄드의 네 번째 스튜디오 음반으로, 2020년 3월 20일 XO와 리퍼블릭 레코드가 발매했다. 주로 위켄드가 프로듀싱했으며, 다힐라, 일란젤로, 맥스 마틴, 메트로 붐인, OPN 등 다양한 프로듀서들이 참여했다. 이 음반의 표준판은 특징이 없지만, 리믹스 에디션에는 크로마틱스와 릴 우지 버트의 게스트 참여가 포함되어 있다. 주제적으로, 《After Hours》는 난잡함, 과잉 방종, 그리고 자기 혐오를 탐구한다.
음반 발매에 앞서, 위켄드는 《After Hours》가 전작인 《Starboy》 (2016년)와 스타일리쉬하게 대조를 이룰 것이라고 확인했다. 음악 저널리스트들은 이 음반이 뉴 웨이브와 드림 팝의 영향력의 도입과 함께 위켄드를 위한 예술적 재창조라고 언급했다. 판촉물에 대한 커버 아트와 미학은 사이키델릭한 것으로 묘사되었고, 제목이 마틴 스코세이지가 감독한 1985년 동명의 영화에서 차용된 반면, 《카지노》 (1995년), 《라스베가스의 공포와 혐오》 (1998년), 《조커》 (2019년), 《언컷 젬스》 (2019년)와 같은 다양한 영화에서 영감을 받았다.
《After Hours》는 4개의 싱글 〈Heartless〉, 〈Blinding Lights〉, 〈In Your Eyes〉, 〈Save Your Tears〉의 지원을 받았으며, 이 중 3개는 빌보드 핫 100 1위에 올랐다. 타이틀곡은 홍보용 싱글로 발매되었다. 2020년 3월, 《After Hours》는 102만 명 이상의 사용자를 기록하며 애플 뮤직 역사상 가장 많은 글로벌 프리 애드 기록을 깼다. 이 음반은 전반적으로 긍정적인 평가를 받았으며, 일부 비평가들은 이 음반을 위켄드의 최고 작품이라고 평가했다. 이 음반은 빌보드 200에서 1위를 차지하며 미국에서 위켄드의 네 번째 1위 음반을 기록했고, 4주 연속 차트 1위를 지켰다. 《After Hours》는 캐나다와 영국을 포함한 다른 20개국에서도 1위를 차지했다. 2021년 3월 기준으로 이 음반은 미국 음반 산업 협회에 의해 더블 플래티넘 인증을 받았다.
《After Hours》와 그의 다섯 번째 스튜디오 음반 《Dawn FM》 (2022년)을 지원하기 위해, 위켄드는 북미와 남미, 유럽, 아시아, 아프리카, 중동, 호주에 걸쳐 있는 After Hours til Dawn Stadium Tour에 착수할 것이다.

## 커버 아트
이 음반의 홍보 자료에 대한 커버 아트와 미학은 사이키델릭한 것으로 묘사되어 왔으며, 마지막 영화는 위켄드에 의해 카메오 출연을 한 《라스베가스의 공포와 혐오》, 《조커》, 《카지노》, 《언컷 젬스》와 같은 다양한 영화에서 영감을 받았다. 이 음반의 제목은 마틴 스코세이지의 1985년 동명 영화에서 영감을 받았다.  위켄드의 당시 외모는 붉은 색조를 띠고 있으며, 그는 커버 아트, 뮤직 비디오, 티저, 라이브 공연 등 음반의 모든 홍보 자료에서 일관되게 빨간 양복과 특정 헤어스타일을 유지하고 있다.

## 반응
| 전문가 평가      | 전문가 평가 |
| 총 점수          | 총 점수     |
| 출처             | 점수        |
| ---------------- | ----------- |
| AnyDecentMusic?  | 7.7/10      |
| 메타크리틱       | 80/100      |
| 평가 점수        |             |
| 출처             | 점수        |
| AllMusic         | [ 7 ]       |
| Consequence      | A−          |
| Evening Standard | [ 9 ]       |
| Exclaim!         | 8/10        |
| The Guardian     | [ 11 ]      |
| The Independent  | [ 12 ]      |
| NME              | [ 13 ]      |
| Pitchfork        | 7.9/10      |
| PopMatters       | 8/10        |
| Rolling Stone    | [ 16 ]      |

《After Hours》는 당대 비평가들로부터 대체로 긍정적인 평가를 받았다. 전문 출판물의 리뷰에 100점 만점에 정규화된 등급을 매기는 메타크리틱에서 이 음반은 20개의 리뷰를 기준으로 평균 80점을 받아 "대체적으로 호의적인 리뷰"를 나타냈다. 애그리게이터 AnyDecentMusic?은 비판적 합의에 대한 평가를 바탕으로 10점 만점에 7.7점을 주었다.

## 상업적 성과
2020년 3월 19일, 《After Hours》는 애플 뮤직 역사상 가장 많은 음반 사전 추가 기록을 깼으며, 102만 명 이상의 사용자들이 그들의 라이브러리에 음반을 사전 추가했다.
《After Hours》는 미국 빌보드 200에서 44만 4천 장의 음반 판매량을 기록하며 1위로 데뷔했다. 이 음반은 위켄드의 네 번째 1위 음반이며, 2020년 당시 음반으로는 가장 큰 첫 주 판매량을 기록했다. 또한 음반 발매 첫 주 이후 미국 빌보드 핫 100에서 14곡 모두 차트에 올랐으며, 이 중 〈Blinding Lights〉가 1위를, 〈In Your Eyes〉가 16위로 가장 높게 데뷔했다. 이 음반은 138,000장의 음반 판매량을 기록하며 빌보드 200에서 두 번째 주에 1위를 지켰으며, 그 중 47,000장은 순수 음반 판매량이었다. 이 음반은 위켄드의 세 번째 연속 음반으로 여러 주 동안 차트 1위를 차지했다. 발매 3주째, 이 음반은 빌보드 200에서 9만 장의 음반 판매량(순수 음반 판매량 23,000장 포함)으로 1위를 지켰다. 포스트 말론의 《Hollywood's Bleeding》 (2019년) 이후 3주 연속 선두를 달리는 첫 음반이 됐다. 4주째에 《After Hours》는 75,000장의 음반 판매량(순수 음반 판매량 20,000장 포함)을 획득하여 빌보드 200 차트에서 1위를 유지했다. 이 음반은 드레이크의 《Scorpion》 (2018년) 이후 4주 연속 순위를 기록한 첫 번째 음반이다. 《After Hours》는 2020년 미국에서 480,000장의 순수 음반을 포함하여 203만 2천장의 음반을 판매한 네 번째 베스트셀러 음반이다. 2021년 3월 9일, 《After Hours》는 미국에서 200만 장 이상의 음반 판매고를 올린 것으로 미국 음반 산업 협회로부터 더블 플래티넘 인증을 받았다.
이 음반은 26,000장 이상의 판매고를 올리며 영국 음반 차트에서 1위로 데뷔했으며, 이는 《Beauty Behind the Madness》 이후 5년 만에 주간 차트 2위에 올랐다. 이 음반은 또한 위켄드 본국의 캐나다 음반 차트에서 1위를 차지하며 54,000장의 음반 판매량을 기록했고, 이는 그 해 첫 주 음반 판매량 중 가장 큰 기록을 세웠다. 2016년~2017년 7주 동안 차트 1위를 차지한 위켄드 자신의 《Starboy》 이후 캐나다 아티스트로는 가장 많은 6주 연속 차트 1위를 달성했다.

## 곡 목록
| #            | 제목                            | 작사·작곡                                                                   | 프로듀서                                                   | 재생 시간 |
| ------------ | ------------------------------- | --------------------------------------------------------------------------- | ---------------------------------------------------------- | --------- |
| 1.           | 〈Alone Again〉                 | Abel Tesfaye Jason Quenneville Carlo Montagnese Adam Feeney                 | Illangelo The Weeknd DaHeala Frank Dukes [a]               | 4:10      |
| 2.           | 〈Too Late〉                    | Tesfaye Quenneville Montagnese Eric Burton Frederic                         | Illangelo Ricky Reed The Weeknd DaHeala Nate Mercereau [b] | 3:59      |
| 3.           | 〈Hardest to Love〉             | Tesfaye Max Martin Oscar Holter                                             | Martin Holter The Weeknd                                   | 3:31      |
| 4.           | 〈Scared to Live〉              | Tesfaye Ahmad Balshe Martin Holter Daniel Lopatin Elton John Bernard Taupin | Martin Holter The Weeknd                                   | 3:11      |
| 5.           | 〈Snowchild〉                   | Tesfaye Quenneville Balshe Montagnese                                       | Illangelo The Weeknd DaHeala                               | 4:07      |
| 6.           | 〈Escape from LA〉              | Tesfaye Montagnese Leland Tyler Wayne Mike McTaggart                        | Metro Boomin The Weeknd Illangelo                          | 5:55      |
| 7.           | 〈Heartless〉                   | Tesfaye Wayne Montagnese Andre Proctor                                      | Metro Boomin The Weeknd Illangelo Dre Moon [a]             | 3:21      |
| 8.           | 〈Faith〉                       | Tesfaye Balshe Montagnese Wayne                                             | Metro Boomin The Weeknd Illangelo                          | 4:43      |
| 9.           | 〈Blinding Lights〉             | Tesfaye Balshe Quenneville Martin Holter                                    | Martin Holter The Weeknd                                   | 3:21      |
| 10.          | 〈In Your Eyes〉                | Tesfaye Balshe Martin Holter                                                | Martin Holter The Weeknd                                   | 3:57      |
| 11.          | 〈Save Your Tears〉             | Tesfaye Balshe Quenneville Martin Holter                                    | Martin Holter The Weeknd                                   | 3:35      |
| 12.          | 〈Repeat After Me〉 (Interlude) | Tesfaye Kevin Parker Lopatin                                                | Parker OPN                                                 | 3:15      |
| 13.          | 〈After Hours〉                 | Tesfaye Quenneville Balshe Montagnese Mario Winans                          | Illangelo The Weeknd DaHeala Winans [b]                    | 6:01      |
| 14.          | 〈Until I Bleed Out〉           | Tesfaye Wayne Lopatin Mejdi Rhars Notinbed                                  | Metro Boomin OPN Prince 85 The Weeknd Notinbed             | 3:12      |
| 총 재생 시간 | 총 재생 시간                    | 총 재생 시간                                                                | 총 재생 시간                                               | 56:19     |

## 인증
| 국가                                                                                         | 인증        | 판매량/출하량 |
| -------------------------------------------------------------------------------------------- | ----------- | ------------- |
| 오스트레일리아 (ARIA)                                                                        | 플래티넘    | 70,000        |
| 오스트리아 (IFPI 오스트리아)                                                                 | 골드        | 7,500         |
| 캐나다 (뮤직 캐나다)                                                                         | 3× 플래티넘 | 240,000       |
| 덴마크 (IFPI Danmark)                                                                        | 4× 플래티넘 | 80,000        |
| 프랑스 (SNEP)                                                                                | 2× 플래티넘 | 200,000       |
| 이탈리아 (FIMI)                                                                              | 2× 플래티넘 | 100,000       |
| 멕시코 (AMPROFON)                                                                            | 골드        | 30,000        |
| 뉴질랜드 (RMNZ)                                                                              | 플래티넘    | 15,000        |
| 노르웨이 (IFPI 노르웨이)                                                                     | 2× 플래티넘 | 40,000*       |
| 폴란드 (ZPAV)                                                                                | 골드        | 10,000        |
| 포르투갈 (AFP)                                                                               | 플래티넘    | 15,000^       |
| 싱가포르 (RIAS)                                                                              | 골드        | 5,000*        |
| 스페인 (PROMUSICAE)                                                                          | 골드        | 20,000        |
| 스웨덴 (GLF)                                                                                 | 2× 플래티넘 | 60,000        |
| 영국 (BPI)                                                                                   | 골드        | 100,000       |
| 미국 (RIAA)                                                                                  | 2× 플래티넘 | 2,000,000     |
| *판매량을 기반으로 한 인증 · ^출하량을 기반으로 한 인증 · 판매량+스트리밍을 기반으로 한 인증 |             |               |